# TELE+ Calcio
TELE+ Calcio (noto anche come +CALCIO) è stato un gruppo di canali televisivi a pagamento dell'offerta di TELE+ Digitale, che permetteva, tramite sottoscrizione di un abbonamento, di seguire le partite di calcio di numerose squadre, italiane ed estere.

## Storia
Fino al 1999 TELE+ Calcio ebbe il totale monopolio delle partite trasmesse a pagamento. Chi sottoscriveva l'abbonamento doveva acquistare un particolare decoder che decriptava il segnale con una apposita carta, fornita da TELE+. +CALCIO trasmetteva tutte le partite dei campionati italiani di calcio di Serie A e Serie B (trasmise per alcune stagioni anche le migliori partite di Serie C) nel 1999 arriva la concorrenza con Stream. Le due piattaforme si spartivano così i diritti delle partite di Serie A, Serie B e calcio internazionale. Questo portò alla trasmissione di una stessa partita su entrambe le emittenti, provocando numerosa concorrenza. Infine, il 31 luglio 2003 Stream e TELE+ si fondono dando vita a Sky Italia, che eredita dalle due precedenti piattaforme i canali adibiti al calcio e i relativi diritti delle partite, trasformandoli in Sky Calcio.

## Offerte
L'utente che sottoscriveva l'abbonamento poteva decidere di sottoscrivere un abbonamento a una squadra, a più squadre o all'intero campionato.